# Dwergzakdrager
De dwergzakdrager (Reisseronia tarnierella) is een vlinder uit de familie zakjesdragers (Psychidae). De wetenschappelijke naam van deze soort is voor het eerst geldig gepubliceerd in 1851 door Bruand.
De soort komt voor in Europa.